# Beauty Behind the Madness
Albums de The Weeknd
Kiss Land
(2013) Starboy
(2016)
Singles
1. Often
Sortie : 31 juillet 2014
2. The Hills
Sortie : 27 mai 2015
3. Can't Feel My Face
Sortie : 8 juin 2015
4. In the Night
Sortie : 2 novembre 2015
5. Acquainted
Sortie : 17 novembre 2015

Beauty Behind The Madness est le deuxième album du chanteur canadien The Weeknd, sorti le 28 août 2015 sous les labels XO et Republic Records. Il comporte des apparitions de Labrinth, Ed Sheeran et Lana Del Rey. L'album est produit par The Weeknd, DaHeala et Illangelo, et comprend des également des contributions de Kanye West, Stephan Moccio, Ben Billions, DannyBoyStyles, Max Martin et Ali Payami, entre autres.
Le titre Earned It, issu de la bande originale du film Cinquante nuances de Grey, est inclus dans l'album. Les critiques reçues sont généralement positives. C'est le premier album du chanteur à être classé numéro un aux États-Unis. C'est le dixième album le plus vendu de 2015, selon la Fédération internationale de l'industrie phonographique, avec 1,5 million d'exemplaires vendus dans le monde. Lors de la 58e cérémonie des Grammy Awards en 2016, Beauty Behind the Madness remporte le prix du meilleur album urbain contemporain et est nommé pour l'album de l'année.

## Contexte
Après le succès de son premier album compilation Trilogy et la sortie de son premier album studio Kiss Land, le chanteur évoque sur la chaine américaine MTV ses deux projets, les décrivant comme les premiers chapitres de sa vie : 
« Trilogy was more of a claustrophobic body of work, before it was released I hadn't left my city for 21 years, and I had never been on a plane, not once. I spent my entire life in one setting, that's probably why pieces of the album feel like one long track, because that's what my life felt like. It felt like one long song. Kiss Land is the story after Trilogy – it's pretty much the second chapter of my life. The narrative takes place after my first flight; it's very foreign, very Asian-inspired. When people ask me, "Why Japan?" I simply tell them it's the furthest I've ever been from home. It really is a different planet »
« Avant la sortie de Trilogy, je ne suis pas sorti de ma ville pendant 21 ans et je n'ai jamais pris l'avion, pas une seule fois. J'ai passé toute ma vie dans un seul endroit, c'est probablement pour cela que certaines parties de l'album ressemblent à un long morceau, parce que c'est à cela que ressemblait ma vie. C'était comme une longue chanson. Kiss Land est l'histoire après Trilogy - c'est à peu près le deuxième chapitre de ma vie. Le récit se déroule après mon premier vol ; il est très étranger, très inspiré de l'Asie. Quand les gens me demandent : « Pourquoi le Japon ? » je leur réponds simplement que c'est le pays le plus éloigné de chez moi que j'ai jamais connu. C'est vraiment une autre planète. »
Peu après Kiss Land, The Weeknd contribue à des bandes originales de films ainsi qu'à d'autres projets. Il apparaît sur la bande originale du film Hunger Games : L'Embrasement avec la chanson Devil May Cry et participe aux côtés de Diplo au remix du single  Elastic Heart de Sia. Le 30 septembre 2014, le chanteur collabore sur le single Love Me Harder d'Ariana Grande. Le 26 juin 2014, il annonce la tournée King of the Fall Tour, qui se déroule seulement en Amérique du Nord de septembre à octobre de la même année et Schoolboy Q et Jhené Aiko effectuent la première partie. La tournée est annoncée le lendemain de la publication du single Often. Le 5 juillet 2015, lors d'une interview, Ed Sheeran révèle avoir travaillé avec le rappeur américain Kanye West et The Weeknd pour l'album de ce dernier. Beauty Behind The Madness est officiellement annoncé le 9 juillet 2015 et le titre de l'album ainsi que la pochette sont dévoilés.

## Composition
L'album est décrit par les critiques comme un changement notable du style RnB du chanteur vers un style pop grand public, tout en conservant certains de ses éléments originaux.
Le chanteur canadien avoue s'être inspiré des albums Thriller et Bad de Michael Jackson. Les thèmes lyriques comprennent la romance, le succès, la solitude, le mépris de soi et l'indépendance.

## Pistes
| 1.    | Real Life                                | - Abel Tesfaye - Jason "DaHeala" Quenneville - Stephan Moccio                                                                   | - The Weeknd - DaHeela - Moccio                                      | 3:43 |
| 2.    | Losers (featuring Labrinth)              | - Tesfaye - Timothy McKenzie - Carlo "Illangelo" Montagnese Arrangements Gustave Rudman                                         | - The Weeknd - Illangelo - Labrinth                                  | 4:41 |
| 3.    | Tell Your Friends                        | - Tesfaye - Robert Holmes - Christopher Pope - Carl Marshall - Montagnese - Kanye West                                          | - Omar Riad - Pope - Kanye West - Illangelo - Mike Dean              | 5:34 |
| 4.    | Often                                    | - Tesfaye - Quenneville - Ahmad "Belly" Balshe - Danny Schofield - Sabahattin Ali - Benjamin Diehl - Ali Kocatepe - Osman İşmen | - The Weeknd - Ben Billions - DaHeela                                | 4:11 |
| 5.    | The Hills                                | - Tesfaye - Montagnese - Emmanuel Nickerson - Balshe                                                                            | - Mano 4 Treated Crew - Illangelo                                    | 4:04 |
| 6.    | Acquainted                               | - Tesfaye - Quenneville - Schofield - Montagnese - Diehl                                                                        | - The Weeknd - Illangelo - Ben Billions - DaHeela - Danny Boy Styles | 5:48 |
| 7.    | Can't Feel My Face                       | - Ali Payami - Savan Kotecha - Max Martin - Tesfaye - Peter Svensson                                                            | - Martin - Payami                                                    | 3:36 |
| 8.    | Shameless                                | - Tesfaye - Svensson - Kotecha - Payami - Balshe                                                                                | - Martin - Payami - Svensson - The Weeknd                            | 4:13 |
| 9.    | Earned It (de Cinquante Nuances de Grey) | - Tesfaye - Moccio - Quenneville - Balshe                                                                                       | - Moccio - DaHeela                                                   | 4:37 |
| 10.   | In the Night                             | - Tesfaye - Balshe - Payami - Kotecha - Svensson - Martin                                                                       | - Martin - Payami - The Weeknd                                       | 3:55 |
| 11.   | As You Are                               | - Tesfaye - Balshe - Schofield - Quenneville - Montagnese                                                                       | - The Weeknd - Illangelo - DaHeela - Danny Boy Styles                | 5:40 |
| 12.   | Dark Times (featuring Ed Sheeran)        | - Tesfaye - Quenneville - Ed Sheeran                                                                                            | Illangelo                                                            | 4:20 |
| 13.   | Prisoner (en) (featuring Lana Del Rey)   | - Tesfaye - Elizabeth Grant - Montagnese                                                                                        | - Illangelo - The Weeknd                                             | 4:34 |
| 14.   | Angel                                    | - Tesfaye - Moccio - Schofield - Diehl - Zaman                                                                                  | - The Weeknd - Moccio                                                | 6:17 |
| 65:06 |                                          | |                                                                      |      |

Crédit d'échantillonnage
- Tell Your Friends contient un sample de Can't Stop de Theophilus London featuring Kanye West de l'album Vibes et Can't Stop Loving You de Soul Dog de l'album Movin' On[9].

## Clips vidéos
- Often : 21 août 2014
- Earned It : 21 janvier 2015
- The Hills : 27 mai 2015
- Can't Feel My Face : 29 juillet 2015
- Tell Your Friends : 24 août 2015
- In the Night : 9 décembre 2015

## Personnel
Crédits de l'album.
- Klas Åhlund – guitare électrique
- Andy Barnes – assistant mixage
- Jonathan Martin Berry – guitare
- Cory Bice – assistant ingénieur
- Jay Paul Bicknell – ingénieur, programmeur et claviers,
- Ben Billions – producteur
- Edie Lehmann Boddicker – enfant de choeurdirector
- Christopher Bradford – enfant de chœur
- David Bukovinszky – violoncelle
- Paul Bushnell – basse
- Mattias Bylund – arrangeur, ingénieur, et éditeur
- Peter Carlsson – éditeur de chant
- Vinnie Colaiuta – percussion
- Tom Coyne – mastérisation
- DannyBoyStyles – producteur
- Mike Dean – coproducteur et guitare
- Lana Del Rey – chants
- Greg Eliason – assistant mixage
- Vanessa Freebairn-Smith – violoncelle
- Kyle Gaffney – assistant ingénieur
- Serban Ghenea – mixage
- Noah Goldstein – additional production and ingénieur
- Aria Gunn – enfant de chœur
- Levi Gunn – enfant de chœur
- John Hanes – ingénieur
- Sam Holland – ingénieur
- Brandon "Bizzy" Hollemon – guitare
- Jean-Marie Horvat – mixage
- Mattias Johansson – violon
- Dave Kutch – mastérisation
- Labrinth – chant, producteur, programmateur, et instrumentation
- Karissa Lee – enfant de chœur
- Micah Lee – enfant de chœur
- Shane Lee – enfant de chœur
- Jeremy Lertola – assistant ingénieur
- Max Martin – producteur et programmeur
- Joe Matthews – enfant de chœur
- Elle Moccio – enfant de chœur
- Stephan Moccio – producteur, programmateur, piano ; claviers et chœur; arrangeur du son
- Mona – producteur
- Carlo "Illangelo" Montagnese – producteur, coproducteur, ingénieur, mixage
- Maty Noyes – chant et chœur
- Evin O'Cleary – assistant ingénieur
- Zola Odessa – enfant de chœur
- Ali Payami – producteur, programmateur, batterie, synthétiseur, claviers, et basse
- Christopher "Che" Pope – producteur
- Jason "DaHeala" Quenneville – producteur, coproducteur, ingénieur, programmateur, ingénieur
- Dave Reitzas – programmation, mixage
- Omar Riad – producteur
- Ed Sheeran – chant
- Joshua Smith – ingénieur
- Peter Svensson – producteur, guitare acoustique et claviers
- Abel "The Weeknd" Tesfaye – chant, producteur, arrangeur de son, programmateur, chœur
- Claira Titman – enfant de chœur
- Emily Titman – enfant de chœur
- Kanye West – producteur et chœur

## Classements et certifications

### Classements hebdomadaires
| Classements (2015)                  | Meilleure position |
| ----------------------------------- | ------------------ |
| Allemagne (Media Control AG)        | 7                  |
| Australie (ARIA)                    | 1                  |
| Autriche (Ö3 Austria Top 40)        | 7                  |
| Belgique (Flandre Ultratop)         | 2                  |
| Belgique (Wallonie Ultratop)        | 10                 |
| Canada (Canadian Albums Chart)      | 1                  |
| Danemark (Tracklisten)              | 2                  |
| Espagne (Promusicae)                | 23                 |
| États-Unis (Billboard 200)          | 1                  |
| États-Unis (Top R&B/Hip-Hop Albums) | 1                  |
| Finlande (Suomen virallinen lista)  | 12                 |
| France (SNEP)                       | 6                  |
| Irlande (IRMA)                      | 2                  |
| Italie (FIMI)                       | 21                 |
| Norvège (VG-lista)                  | 1                  |
| Nouvelle-Zélande (RIANZ)            | 2                  |
| Pays-Bas (Mega Album Top 100)       | 2                  |
| Pologne (ZPAV)                      | 21                 |
| Portugal (AFP)                      | 7                  |
| Royaume-Uni (UK Albums Chart)       | 1                  |
| Royaume-Uni (R&B Albums)            | 1                  |
| Suède (Sverigetopplistan)           | 1                  |
| Suisse (Schweizer Hitparade)        | 4                  |

### Certifications
| Région                                                                                                 | Certification | Ventes/Streams |
| --- | ------------- | -------------- |
| Australie (ARIA)                                                                                       | Or            | 35 000^        |
| Canada (Music Canada)                                                                                  | Platine       | 40 000^        |
| Danemark (IFPI)                                                                                        | Or            | 20 000^        |
| États-Unis (RIAA)                                                                                      | 6 × Platine   | 6 000 000^     |
| Mexique (AMPFV)                                                                                        | Or            | 30 000^        |
| Norvège (IFPI)                                                                                         | Or            | 15 000*        |
| Royaume-Uni (BPI)                                                                                      | Or            | 100 000^       |
| Suède (GLF)                                                                                            | Platine       | 20 000^        |
| *Ventes selon la certification ^Mise en rayon selon la certification xNon précisé par la certification |               |                |